# Catherine Tyldesley

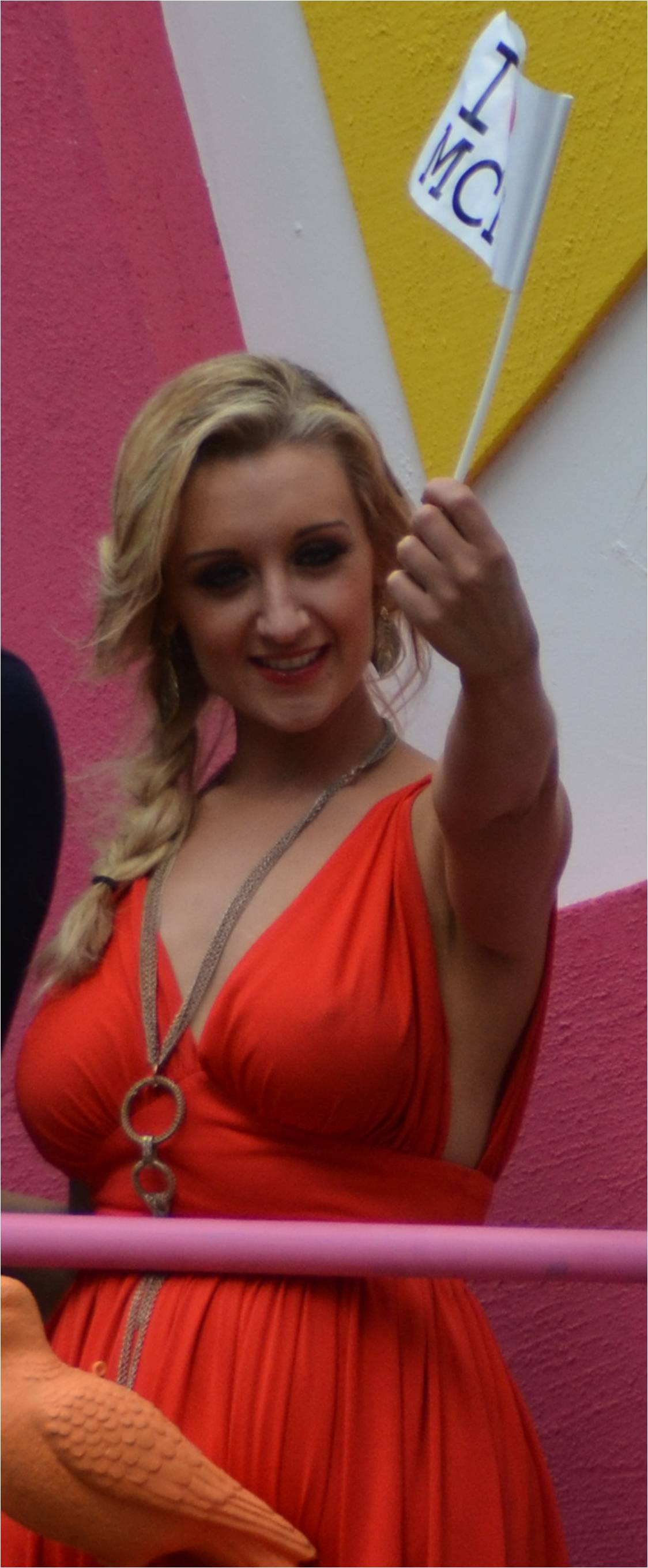
Catherine Tyldesley (2011)

Catherine Tyldesley (geboren 17. September 1983 in Salford) ist eine britische Schauspielerin, die für ihre Rollen als Iris Moss im BBC-Drama Lilies und als Eva Price in der ITV Seifenoper Coronation Street bekannt.

## Leben
Tyldesley wurde in Salford geboren. Die Schauspielerei erlernte sie an der Birmingham School of Acting, wo sie 2005 ihren Abschluss machte. Im Januar 2014 lernte Tyldesley den Personal Trainer Tom Pitfield kennen. Sieben Monate später verlobten sich die beiden und heirateten schließlich im Mai 2016. Im Alter von 31 Jahren bekam sie ihren ersten Sohn, Alfie James Pitfield (geboren am 18. März 2015). Nur vier Monate nach der Geburt kehrte sie ans Set von Coronation Street zurück.
Nach ihrem Abschluss bekam sie Rollen in Holby City und Sorted, bevor sie die Hauptrolle in der kurzlebigen BBC-Serie Lilies übernahm. Seitdem hat sie in verschiedenen Serien mitgespielt, darunter Emmerdale, Shameless, Two Pints of Lager and a Packet of Crisps und Drop Dead Gorgeous. Tyldesly ist nicht nur eine Schauspielerin, sondern auch Sängerin und Model.
Im Juni 2011 kam sie als Eva Price zu Coronation Street, nachdem sie zuvor im Januar 2006 als Hebamme in der Show aufgetreten war.